# 미시킨

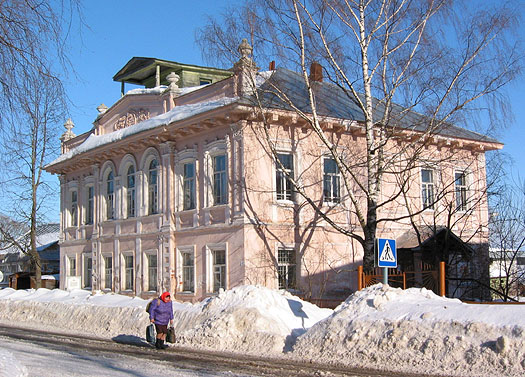
미시킨 시가지

미시킨(러시아어: Мы́шкин)은 러시아 야로슬라블주 서부에 위치한 도시로, 볼가강 좌안에 위치한다. 야로슬라블(야로슬라블 주의 주도)에서 85km 정도 떨어진 곳에 위치하며 인구는 6,076명(2002년 기준)이다. 1777년 신설되었으며 소비에트 연방 시절에는 한때 도시형 촌락으로 격하되기도 했지만 1992년 다시 시로 승격되었다. 도시 이름은 "쥐"를 뜻하는 러시아어 단어인 "미시"(мышь)에서 유래된 이름이다.